# Hildesheim (distrito)
Hildesheim é um distrito (kreis ou landkreis) da Alemanha localizado no estado de Baixa Saxônia.

## Cidades e municípios
| | | |
| Cidades | Samtgemeinden | |
| 1. Alfeld 2. Bad Salzdetfurth 3. Bockenem 4. Elze 5. Hildesheim 6. Sarstedt Municípios (livres) 1. Algermissen 2. Diekholzen 3. Giesen 4. Harsum 5. Holle 6. Nordstemmen 7. Schellerten 8. Söhlde | - 1. Duingen 1. Coppengrave 2. Duingen¹ 3. Hoyershausen 4. Marienhagen 5. Weenzen - 2. Freden 1. Everode 2. Freden¹ 3. Landwehr 4. Winzenburg - 3. Gronau 1. Banteln 2. Betheln 3. Brüggen 4. Despetal 5. Eime 6. Gronau1, 2 7. Rheden | - 4. Lamspringe 1. Harbarnsen 2. Lamspringe¹ 3. Neuhof 4. Sehlem 5. Woltershausen - 5. Sibbesse 1. Adenstedt 2. Almstedt 3. Eberholzen 4. Sibbesse¹ 5. Westfeld |
| ¹sde do Samtgemeinde; ²cidade | | |